# Permanent Vacation
Permanent Vacation je album rock skupine Aerosmith. Izšel je leta 1987 pri založbi Geffen Records.

## Seznam skladb
1. "Heart's Done Time" - 4:42
2. "Magic Touch" - 4:37
3. "Rag Doll" - 4:25
4. "Simoriah" - 3:22
5. "Dude (Looks Like a Lady)" - 4:25
6. "St. John" - 4:10
7. "Hangman Jury" - 5:33
8. "Girl Keeps Coming Apart" - 4:13
9. "Angel" - 5:08
10. "Permanent Vacation" - 4:49
11. "I'm Down" (The Beatles cover) - 2:20
12. "The Movie" - 4:00